# Grand Prix automobile de Grande-Bretagne 1926

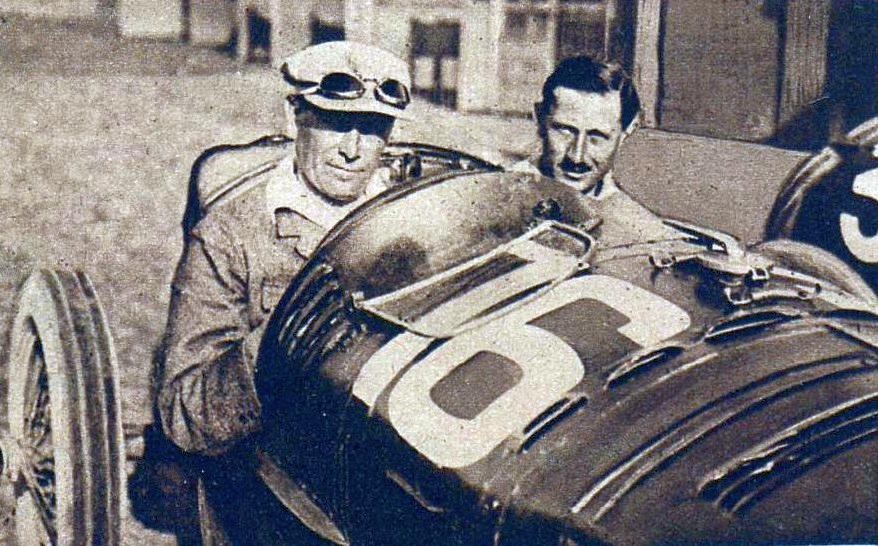
Louis Wagner, victorieux avec Robert Sénéchal du premier Grand Prix d'Angleterre en 1926, sur Delage 155B.

Le Grand Prix de Grande-Bretagne 1926 (officiellement 1st Royal Automobile Club Grand Prix) est le premier Grand Prix organisé au Royaume-Uni. Il s'est tenu sur le circuit de Brooklands le 7 août 1926.

## Classement
| Pos. | no | Pilote                        | Automobile      | Tours | Temps/Abandon    |
| ---- | -- | ----------------------------- | --------------- | ----- | ---------------- |
| 1    | 14 | Robert Sénéchal Louis Wagner  | Delage 155B     | 110   | 4 h 0 min 56 s   |
| 2    | 7  | Malcolm Campbell              | Bugatti T39A    | 110   | 4 h 10 min 44 s  |
| 3    | 2  | Robert Benoist André Dubonnet | Delage 155B     | 110   | 4 h 18 min 8 s   |
| Abd. | 1  | Albert Divo                   | Talbot 700      | 83    | Compresseur      |
| Abd. | 5  | Frank Halford                 | Halford Special | 82    |                  |
| Abd. | 9  | Henry Segrave                 | Talbot 700      | 60    | Compresseur      |
| Abd. | 3  | George Eyston                 | Aston Martin GP | 45    | Joint de culasse |
| Abd. | 10 | Louis Wagner                  | Delage 155B     | 6     | Moteur           |
| Abd. | 6  | Jules Moriceau                | Talbot 700      | 0     | Train avant      |
| Np.  | 4  | Clive Gallop                  | Thomas Special  |       |                  |
| Np.  | 8  | Maurice Harvey                | Alvis           |       |                  |
| Np.  | 11 | Malcolm Campbell              | Talbot 700      |       |                  |
| Np.  | 12 | Scrap Thistlethwaite          | Thomas Special  |       |                  |
| Np.  | 15 | Alistair Miller               | Bugatti T39A    |       |                  |